# Hallstatt (stanowisko archeologiczne)

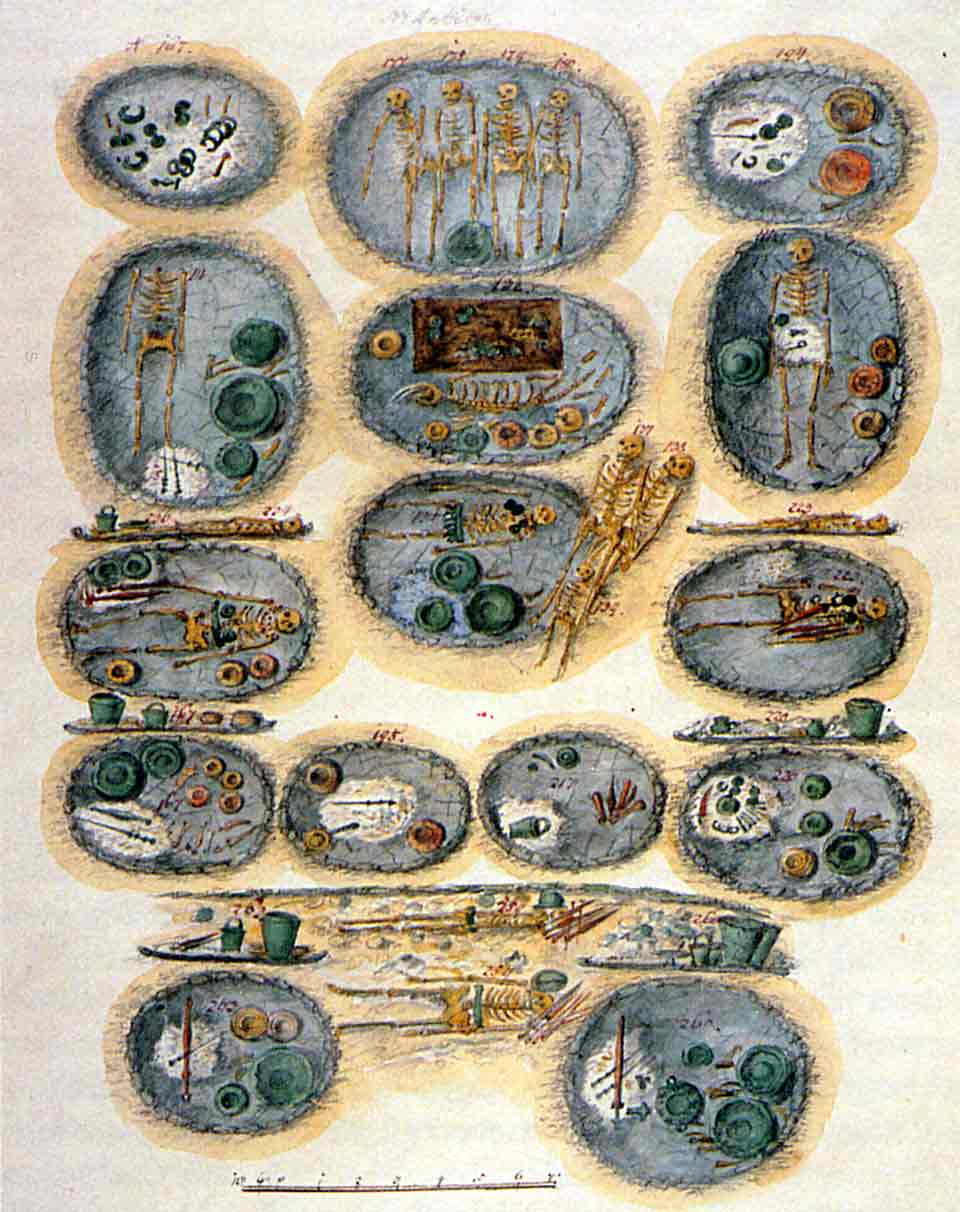
Dziewiętnastowieczna dokumentacja z cmentarzyska w Hallstatt

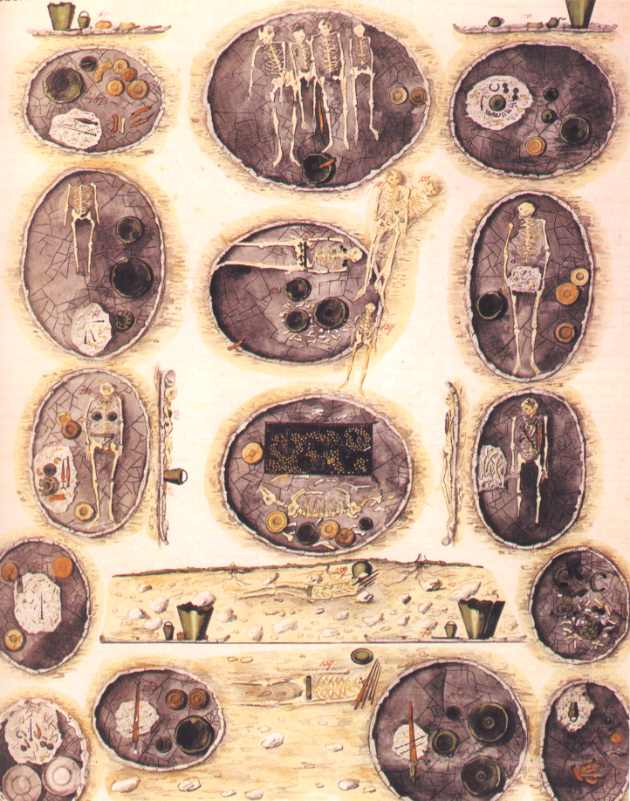
Dziewiętnastowieczna dokumentacja z cmentarzyska w Hallstatt

Kompleks stanowisk archeologicznych w Hallstatt – cmentarzysko i kopalnia soli w gminie Hallstatt, położonej nad Jeziorem Halsztackim, w Górnej Austrii. Stanowisko to jest eponimem dla kultury halsztackiej z wczesnej epoki żelaza.

## Kopalnia soli
Złoża soli położone są na wysokości 900–1200 m n.p.m., czyli przynajmniej 450 metrów nad lustrem wody Jeziora Halsztackiego. Ciągną się one wzdłuż północnej krawędzi Alp i zawierają 45% soli, przy czym złoża wydobywane w okresie halsztackim miały aż 70–84% zawartości czystej soli. Historia badań nad tą kopalnią sięga pierwszej połowy XIX wieku. Była ona badana w latach 1824–1831, 1846–1863, 1937–1939. Eksploatację złóż metodą górniczą zaczęto już w połowie VIII wieku p.n.e. i kontynuowano ją aż po czasy nowożytne. Kopalnia składa się z trzech grup wyrobisk: zachodniego, wschodniego i północnego. 

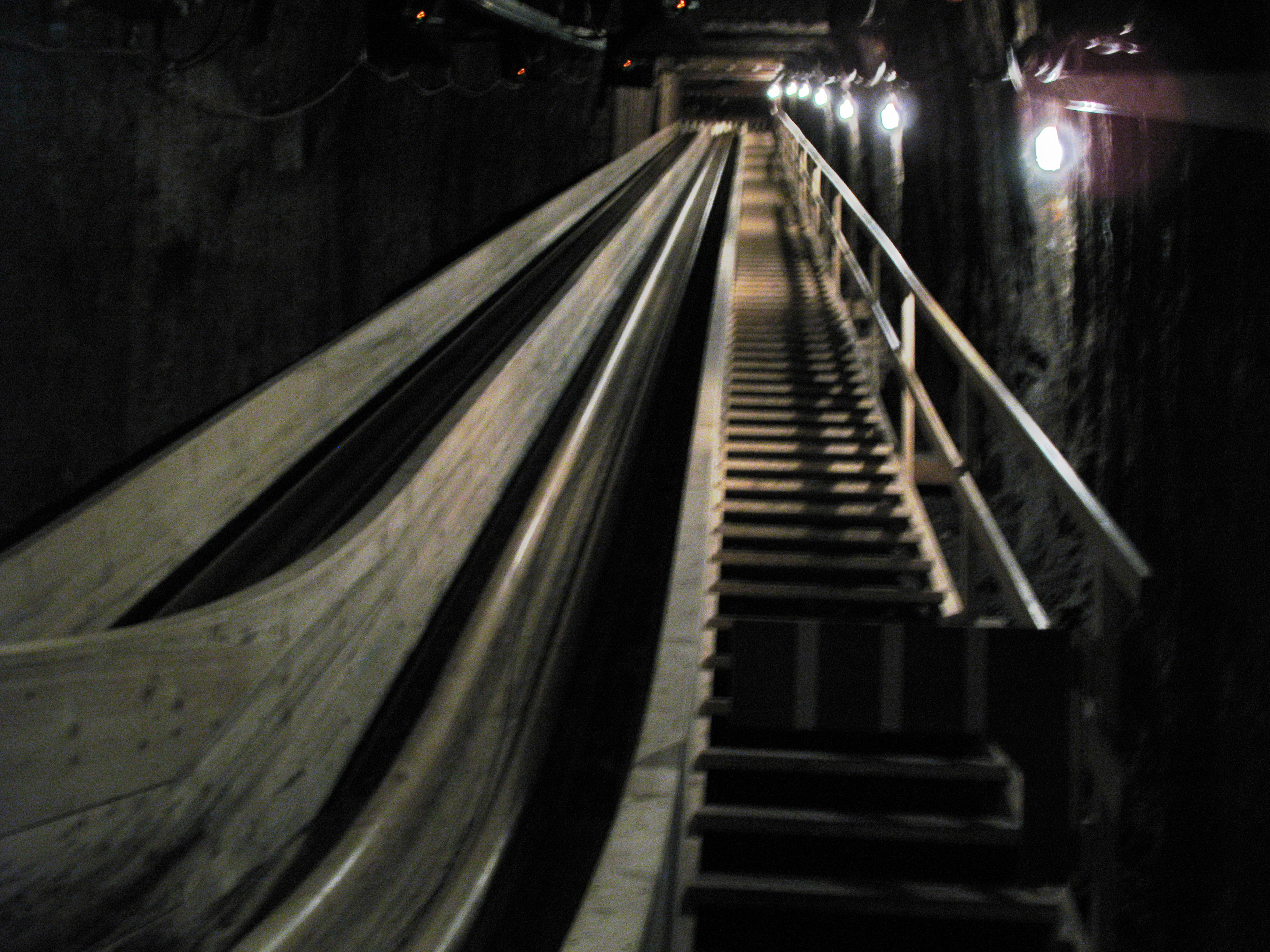
Kopalnia soli obecnie (2007)

- Na grupę zachodnią składa się 20 zespołów znalezisk, zajmujących około 72 tysięcy m². Długość wyrobisk w tej grupie to 1400 m, zaś najgłębsze miejsce znajduje się około 330 m poniżej powierzchni. Ta część kopalni jest jednak obecnie niedostępna.
- Z kolei na grupę wschodnią, która jest położona na wysokości 885–985 m n.p.m., składa się 25 zespołów znalezisk. Długość jej chodników wynosi 1600 m, a najgłębszy punkt znajduje się na głębokości 200 m pod powierzchnią. W 1734 roku w wyrobisku o nazwie Klib-Werk odkryto zakonserwowane w soli zwłoki prehistorycznego górnika, które następnie pochowano na cmentarzu w Hallstatt.
- Grupę północną, położoną na wysokości 925–1070 m n.p.m., tworzy 12 zespołów znalezisk, a jej najgłębszy punkt położony jest 215 m poniżej powierzchni. W wyrobiskach o nazwach Grüner-Werk i Appold-Werk natrafiono na zakonserwowane wory tragarskie, naczynia drewniane, szczapki, łuczywo, czapki futrzane.

Złoża eksploatowano kilofami, aby następnie wynosić bryły soli w worach ważących po załadowaniu 45 kilogramów. Do oświetlenia służyły lipowe łuczywa z przywiązanymi do nich szczapkami jodłowymi i świerkowymi. Górnicy ubierali się w specjalną odzież z futer i skóry. Ich pracy towarzyszyły częste wypadki, o czym świadczą znajdowane zasypane szkielety. Właściwości soli przyczyniły się do zachowania wielu wyrobów ze skóry i drewna oraz tekstyliów. To właśnie ludność pozyskująca sól z tych złóż założyła obecne cmentarzysko, położone na miejscu wzniesionym na wysokości około 450 m n.p.m.

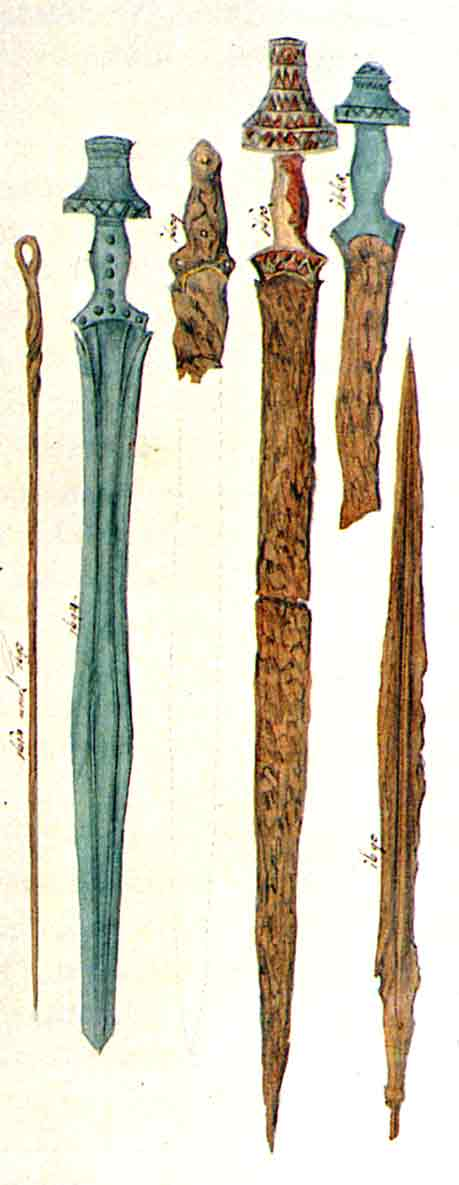
Miecze z cmentarzyska w Hallstatt

## Cmentarzysko

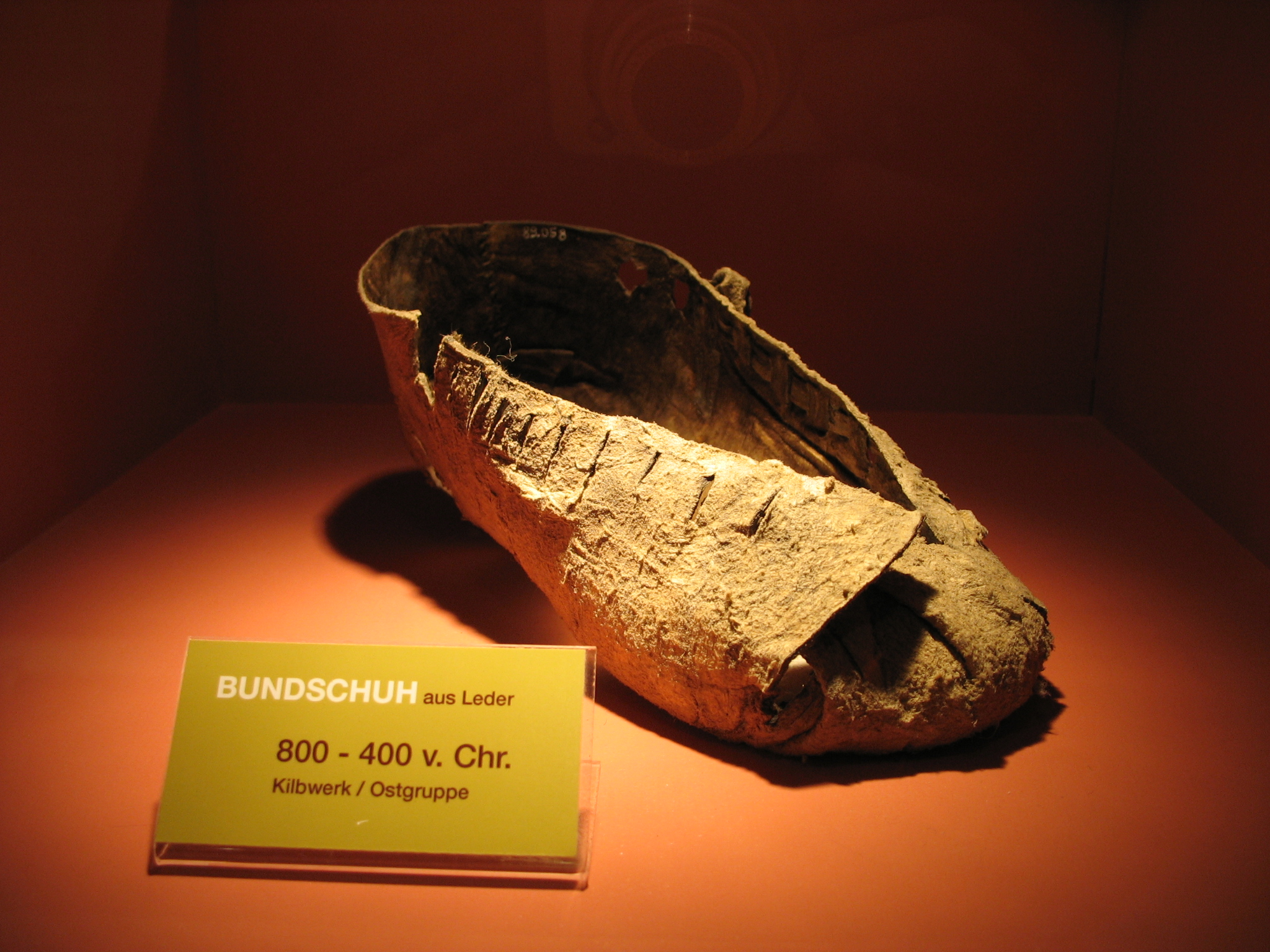
Skórzany but

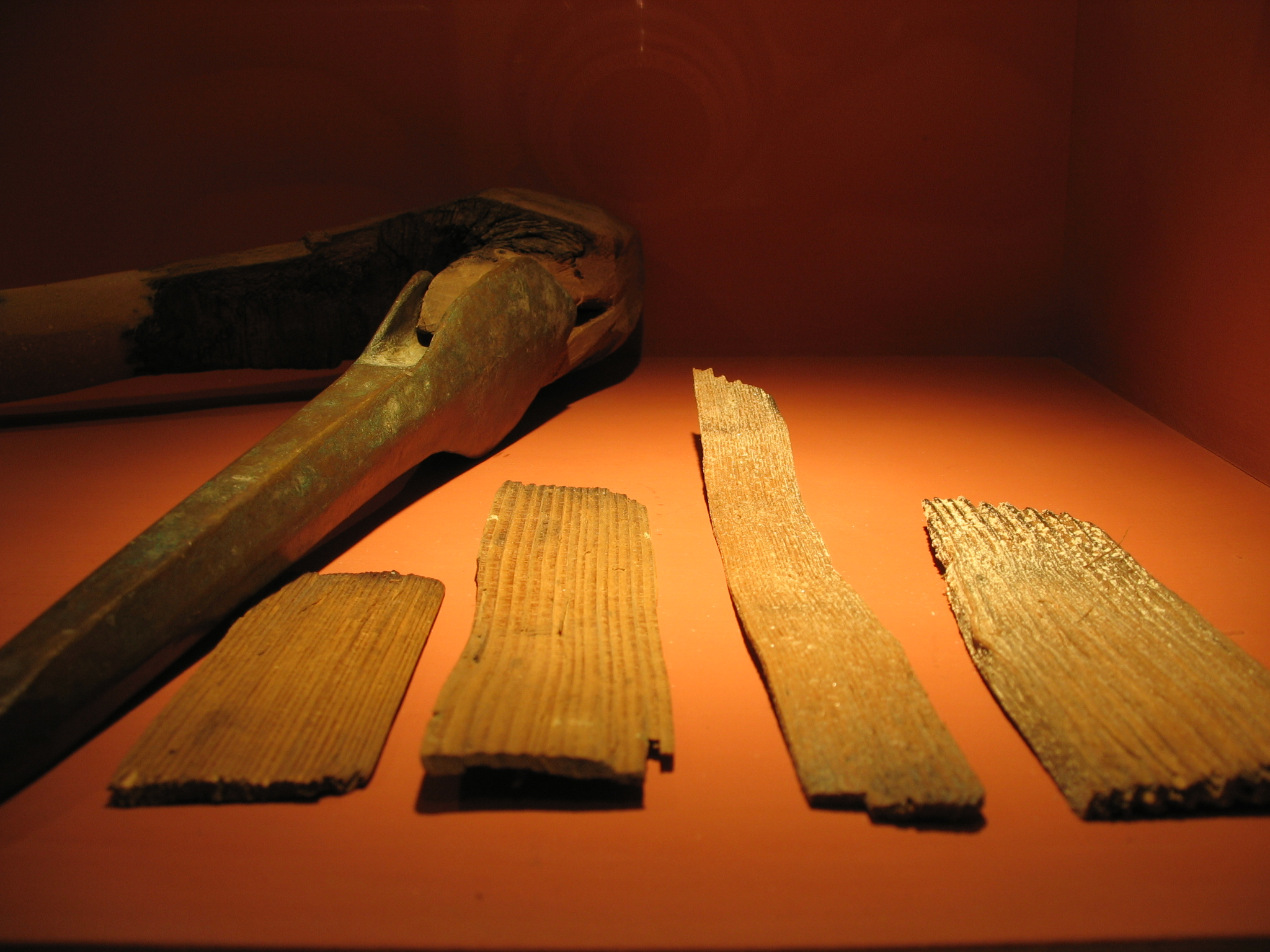
Przedmioty drewniane

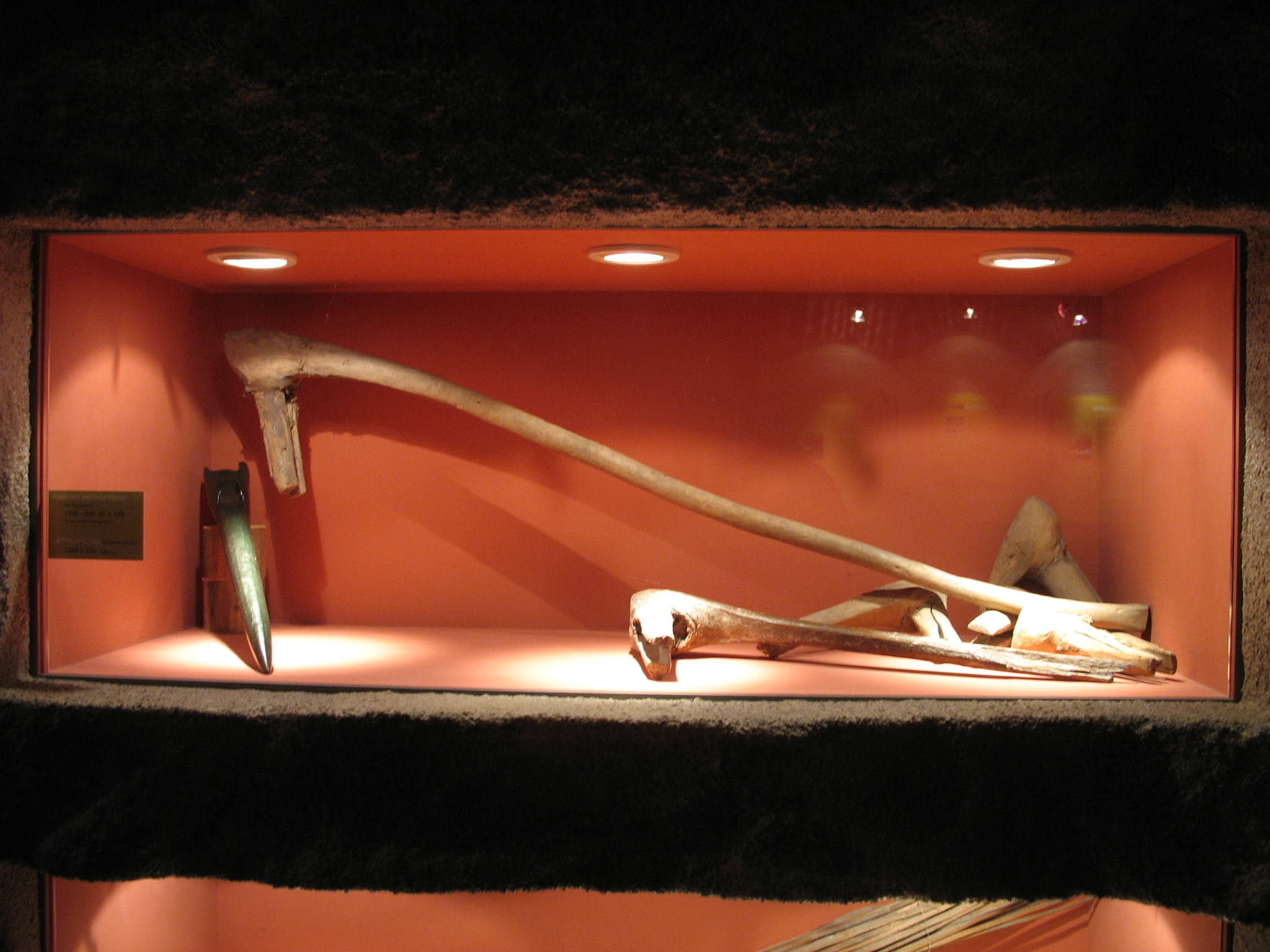
Narzędzia

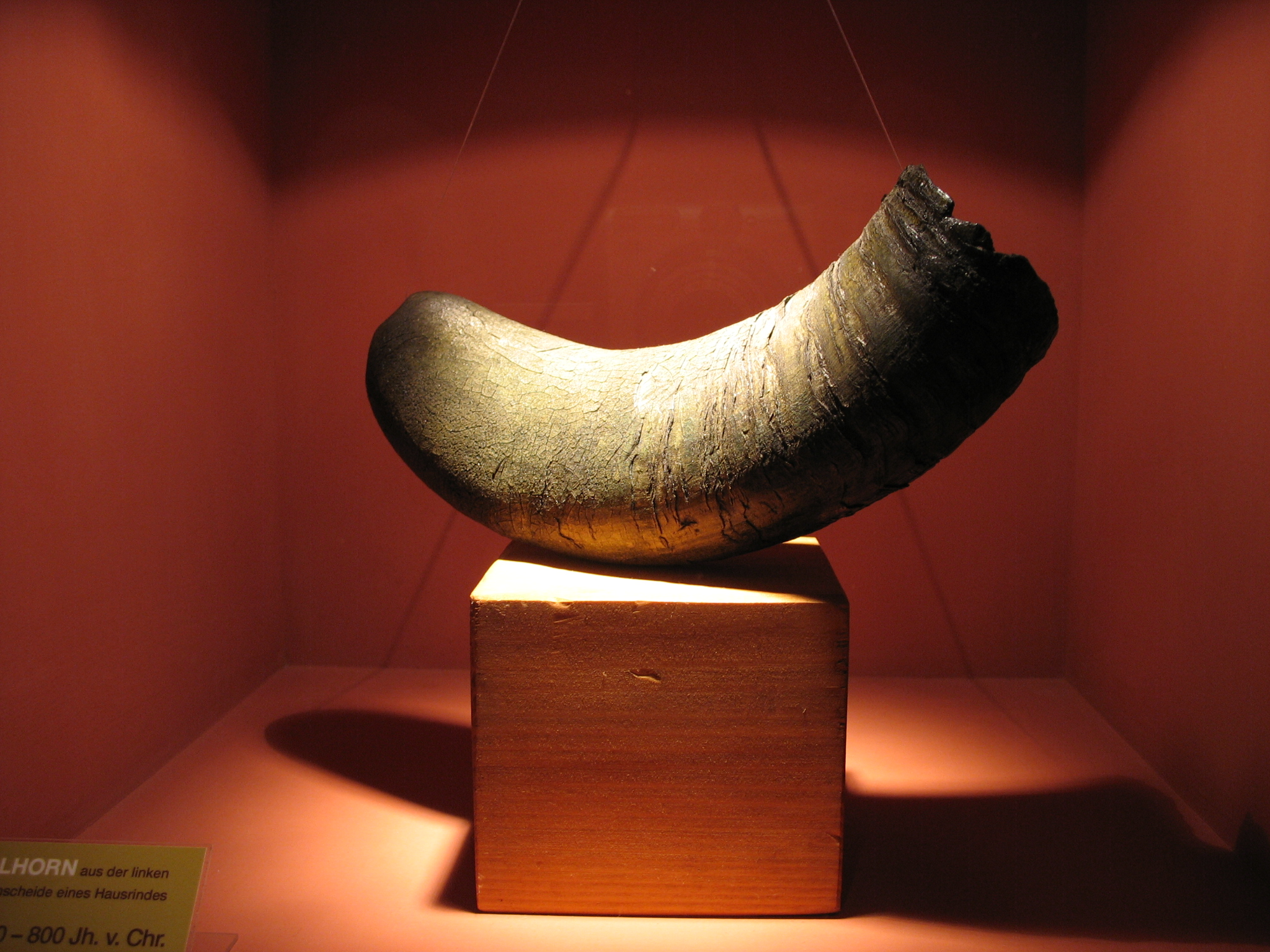
Róg-naczynie

Wraz z badaniami prowadzonymi nad kopalnią trwały prace archeologiczne na cmentarzysku. Największą jego część, bo aż 930 ze wszystkich 1300 odkrytych grobów, przebadano w latach 1846–1863, podczas wykopalisk, którymi kierowali Johann Georg Ramsauer i Isidor Engel. Łącznie cmentarzysko liczyło około 2000 pochówków.

### Datowanie i położenie cmentarzyska
Najstarsze z grobów pochodzą z początków okresu halsztackiego C, datowanego na lata 800–650 p.n.e. Z okresu tego pochodzi większość grobów odkrytych na stanowisku, a typowym dla niego wyrobem były długie miecze. Występują również groby datowane na okres halsztacki D (650–450 lat p.n.e.) ze sztyletami antenowymi i pojedyncze pochówki z okresu lateńskiego. Cmentarzysko położone jest u wylotu trudno dostępnej dolinki górskiej w pobliżu kopalni.

### Obrządek i formy pochówku
Na cmentarzysku w Hallstatt chowano zmarłych w birytualnym obrządku pogrzebowym, przy czym przeważają pochówki szkieletowe w stosunku 55%, nad grobami ciałopalnymi – 45%. W przypadku grobów szkieletowych, zmarłych najczęściej układano w pozycji wyprostowanej, na wznak, skierowanych głową w kierunku zachodnim, chociaż czasami występują także pochówki w pozycji skurczonej. Rzadko występują pochówki podwójne, a wśród nich wyjątkowością na tym stanowisku są pochówki matki z dzieckiem. Znane są również dwa przykłady grobów zbiorowych, w których złożono cztery ciała. Wśród pochówków ciałopalnych więcej jest bezpopielnicowych. Na dnach jam składano szczątki zmarłego zmieszane z popiołem. Wyposażenie stawiano na szczątkach lub obok nich. Istnieje kilka pochówków, w których nastąpiło jedynie częściowe spalenie zmarłego, wśród nich są też takie, w których jedną część ciała spalono, zaś drugą pochowano niespaloną. Najbardziej charakterystyczną formą grobu są tak zwane wanny gliniane, czyli koliste lub owalne, wylepione z gliny niecki o podgiętych lekko brzegach. Zawierają one najczęściej bogato wyposażone pochówki ciałopalne. 

### Struktura społeczna
W literaturze 26% ludzi pochowanych na tym cmentarzysku określa się mianem wojowników, co świadczy o elitaryzmie kultury halsztackiej. To zjawisko dotyczy wyłącznie pochówków ciałopalnych, które wyposażane są w broń, głównie długie miecze, a w późniejszym okresie sztylety, będące swego rodzaju wyznacznikiem prestiżu. Musiała być to grupa kontrolująca kopalnie soli i zajmująca się jej dystrybucją. Planowane było również ułożenie grobów. Pochówki z bronią są otoczone kręgiem przez pochówki bez broni, należące do górników. Dla omawianego stanowiska charakterystyczny jest także prawie zupełny brak pochówków kobiet, dzieci i starców. 

### Inwentarz pochówków
Cmentarzysko w Hallstatt charakteryzuje się bardzo bogatym inwentarzem grobów, zwłaszcza jeśli chodzi o wyroby metalowe. Zarówno pochówki wojowników, jak i pozostałe są bardzo dobrze wyposażone w przedmioty metalowe, co świadczy o wysokim stopniu zamożności prawie całej społeczności. Ludność tej grupy zajmowała się handlem dalekosiężnym, dzięki czemu na tym jednym stanowisku mamy do czynienia z przedmiotami z różnej części Europy, co pozwoliło na opracowanie chronologii okresu halsztackiego. Najpowszechniejszą bronią ludności z omawianego stanowiska były włócznie o żelaznych grotach, chociaż o wiele częściej spotyka się w grobach długie miecze i sztylety, pełniące jednak funkcję insygniów. Ponadto w inwentarzu metalowym znajdują się topory i siekierki, brzytwy, fibulae, szpilae, bransolety, kolie paciorków oraz różnego rodzaju ozdoby i narzędzia. Szczególnie typowe dla cmentarzyska w Hallstatt jest występowanie brązowych naczyń z północnej Italii i wybrzeży adriatyckich, na które natrafiano w grobach wojowników. Wyjątkowym znaleziskiem był miecz lateński z pochwą zdobioną scenami figuralnymi. Oprócz wyrobów metalowych odkryto również ozdoby rękojeści wykonane z kości słoniowej i bursztynu oraz naczynia ceramiczne.

## Muzeum

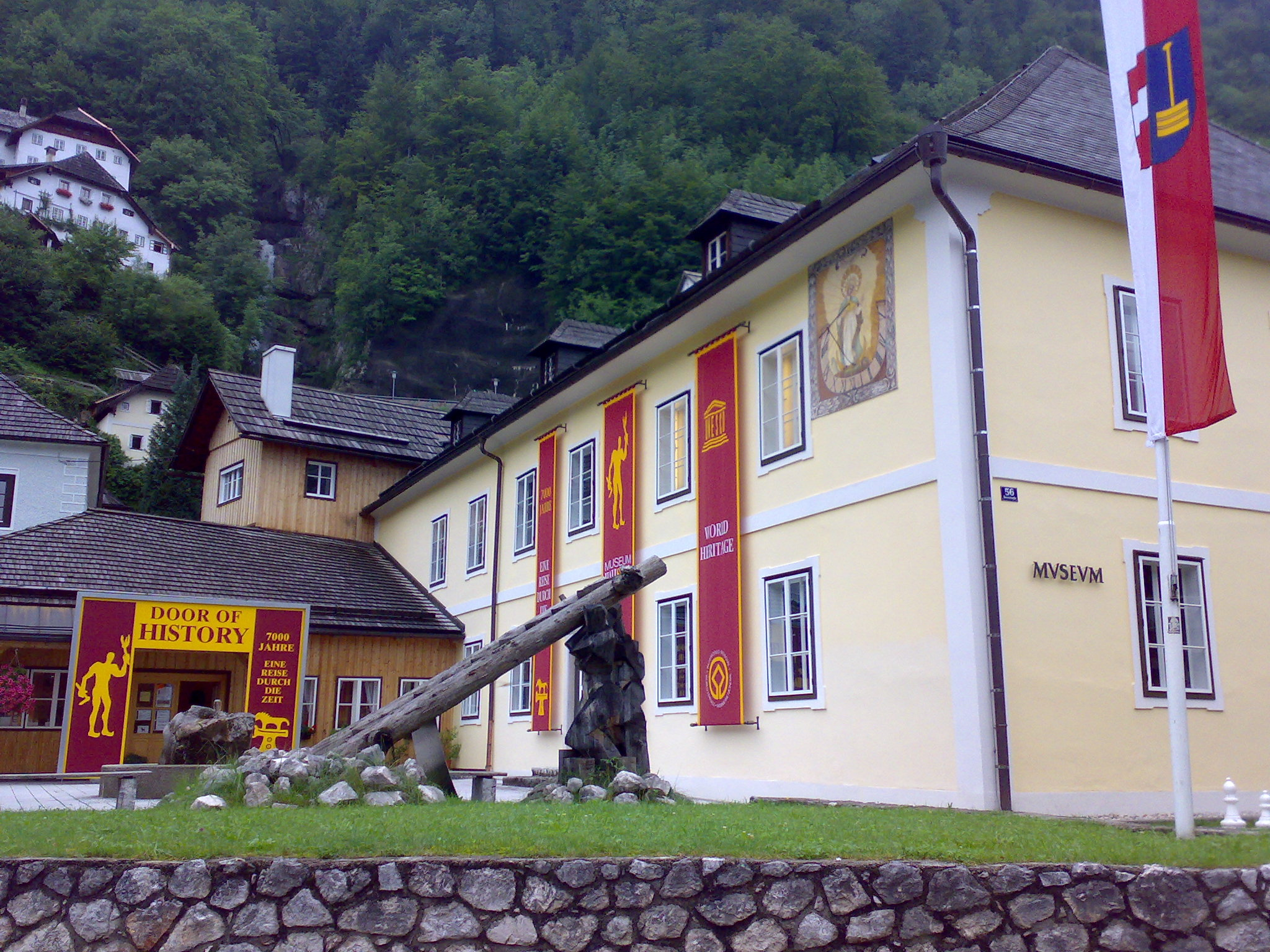
Muzeum w Hallstatt

Wystawę prezentującą artefakty, odkryte na cmentarzysku oraz w wyrobiskach kopalni soli, można zobaczyć w Hallstatt Museum, istniejącym od 1976 roku. Jedna z prezentowanych w tym muzeum wystaw przedstawia odkryte tam cmentarzysko, inna natomiast dotyczy osoby zasłużonego dla tego stanowiska badacza austriackiego, Johanna Georga Ramsauera. Muzeum mieści się w budynku przy ulicy Seestrasse 56 w Hallstatt.